# Kiryas Joel
Kiryas Joel es una villa ubicada en el condado de Orange en el estado estadounidense de Nueva York. En el año 2006 tenía una población de 20,071 habitantes y una densidad poblacional de 7,168.2 personas por km².

## Geografía
Kiryas Joel se encuentra ubicada en las coordenadas 41°20′24″N 74°10′2″O / 41.34000, -74.16722. Según la Oficina del Censo, la ciudad tiene un área total de 2,8 km² (1,1 mi²), de la cual 2,8 km² (1,1 mi²) es tierra y 0 km² (0 mi²) (0%) es agua.

## Demografía
Según la Oficina del Censo en 2000 los ingresos medios por hogar en la localidad eran de $15,138, y los ingresos medios por familia eran $15,372. Los hombres tenían unos ingresos medios de $25,043 frente a los $16,364 para las mujeres. La renta per cápita para la localidad era de $4,355. Alrededor del 62.2% de la población estaban por debajo del umbral de pobreza.